# Манго, Сьюзен
Сьюзен Манго (англ. Susan E. Mango) — американский биолог, бывший профессор онкологических наук в Университете Юты и бывший профессор Гарвардского университета. Она является профессором клеточной биологии и биологии развития и руководителем исследовательской группы в Биоцентре Базельского университета.
Манго окончила Гарвардский университет и Принстонский университет, получив степень доктора философии. Она была научным сотрудником в лаборатории Джудит Кимбл в Университете Висконсин-Мэдисон. 
В настоящее время она и её команда изучают клетки червя C. elegans, наблюдая, как клетка трансформируется из плюрипотентного состояния в определённый тип клеток. Её статьи были опубликованы в журналах Nature, Science, Cell и PLoS Biology.

## Награды
- 2008 Стипендия Макартура[12]
- 2019 Избрана членом Европейской организации молекулярной биологии (EMBO)[13]